# Liste der Monuments historiques in Auch
Die Liste der Monuments historiques in Auch führt die Monuments historiques in der französischen Stadt Auch auf.

## Liste der Bauwerke
| Bezeichnung                                   | Beschreibung | Standort                                     | Kennzeichnung | Schutzstatus   | Datum     | Bild |
| --------------------------------------------- | ------------ | -------------------------------------------- | ------------- | -------------- | --------- | ---- |
| Allées d’Étigny                               |              | (Lage)                                       | PA00094699    | Inscrit        | 1947      |      |
| ehemaliges Karmelitenkloster                  |              | 6 rue Edgar-Quinet (Lage)                    | PA00094701    | Inscrit        | 1979      |      |
| Kathedrale von Auch                           |              | place de la République (Lage)                | PA00094702    | Classé         | 1906      |      |
| Schloss Marin                                 |              | Route de Pessan (Lage)                       | PA00094703    | Inscrit        | 1973      |      |
| Schloss Saint-Cricq                           |              | (Lage)                                       | PA00094704    | Inscrit        |           |      |
| ehemaliges Jesuitenkolleg                     |              | rue Edouard-Lartet (Lage)                    | PA00094714    | Inscrit        | 1947      |      |
| ehemaliges Karmelitinnenkloster               |              | 12 place Saluste-du-Bartas (Lage)            | PA00094705    | Inscrit        | 1973      |      |
| Benediktinerkloster                           |              | (Lage)                                       | PA00094706    | Classé Inscrit | 1923 1933 |      |
| Musée des Jacobins                            |              | 4 place Louis-Blanc (Lage)                   | PA00094707    | Inscrit        | 1976      |      |
| Stadtmauer                                    |              | rue des Pénitents-Bleus (Lage)               | PA00094708    | Classé         | 1964      |      |
| Monumentaltreppe                              |              | (Lage)                                       | PA00132674    | Inscrit        | 1994      |      |
| befestigter Bauernhof von Peypoc              |              | (Lage)                                       | PA00125585    | Inscrit        | 1993      |      |
| Getreidehalle                                 |              | Place Jean David (Lage)                      | PA00094709    | Inscrit        | 1941      |      |
| ehemaliges Krankenhaus Pasteur-Saint-Augustin |              | rue Pasteur (Lage)                           | PA32000015    | Inscrit        | 2004      |      |
| Hôtel de ville                                |              | 1 place de la Libération (Lage)              | PA00094710    | Inscrit        | 1947      |      |
| Maison Henri IV                               |              | 22 rue d’Espagne (Lage)                      | PA00094712    | Inscrit        | 1945      |      |
| Gebäude                                       |              | 5 rue Arnaud-de-Moles (Lage)                 | PA00094711    | Inscrit        | 1944      |      |
| ehemalige Intendance d’Auch                   |              | 17 rue Dessoles (Lage)                       | PA00094713    | Inscrit        | 1973      |      |
| Maison de la Treille                          |              | 25 rue Marceau (Lage)                        | PA00094717    | Inscrit        | 1975      |      |
| Haus                                          |              | 1 rue Dessoles place de la Cathédrale (Lage) | PA00094715    | Classé         | 1932      |      |
| Haus                                          |              | 3 rue Dessoles (Lage)                        | PA00094716    | Inscrit        | 1944      |      |
| Präfektur (ehemaliger Bischofspalast)         |              | rue Arnaud-de-Moles (Lage)                   | PA00094700    | Inscrit        | 1930 1944 |      |
| Taubenhaus von Jourdanis                      |              | (Lage)                                       | PA00094718    | Inscrit        | 1973      |      |
| Prieuré de Saint-Orens                        |              | (Lage)                                       | PA00094719    | Inscrit        | 1947      |      |
| Tour du Sénéchal                              |              | (Lage)                                       | PA00094720    | Classé         | 1945      |      |

## Liste der Objekte
- Monuments historiques (Objekte) in Auch in der Base Palissy des französischen Kultusministeriums